# Wrotham
Wrotham es una parroquia civil situada en el distrito no metropolitano de Tonbridge and Malling, en Kent (Inglaterra). Según el censo de 2021, tiene una población de 2000 habitantes.

## Geografía
Según la Oficina Nacional de Estadística británica, Wrotham tiene una superficie de 13.76 km².

## Demografía
Según el censo de 2001, en ese momento Wrotham tenía 1815 habitantes (48,43% varones, 51,57% mujeres) y una densidad de población de 131,9 hab/km². El 18,18% eran menores de 16 años, el 71,29% tenían entre 16 y 74 y el 10,52% eran mayores de 74. La media de edad era de 42,34 años. Del total de habitantes con 16 o más años, el 22,9% estaban solteros, el 57,58% casados y el 19,53% divorciados o viudos.
El 95,76% de los habitantes eran originarios del Reino Unido. El resto de países europeos englobaban al 1,21% de la población, mientras que el 3,03% había nacido en cualquier otro lugar. Según su grupo étnico, el 99,17% eran blancos, el 0,5% mestizos, el 0% asiáticos, el 0,17% negros y el 0,17% de cualquier otro salvo chinos. El cristianismo era profesado por el 74,81%, el budismo por el 0,22%, el judaísmo por el 0,44%, el islam por el 0,17%, el sijismo por el 0,17% y cualquier otra religión, salvo el hinduismo, por el 0,33%. El 15,46% no eran religiosos y el 8,42% no marcaron ninguna opción en el censo.
Un total de 881 habitantes eran económicamente activos, de los cuales 860 (97,62%) eran empleados y 21 (2,38%) eran desempleados. Había 760 hogares con residentes, 22 vacíos y 3 eran alojamientos vacacionales o segundas residencias.